# Andy Wallace (geluidstechnicus)
Andy Wallace is een Grammy Award-winnende geluidstechnicus met een waslijst aan succesvolle producties.
Hij heeft gewerkt met artiesten en bands zoals: Prince, Bruce Springsteen, Slayer, Sepultura, Nirvana, White Zombie, Jeff Buckley, Hugh Cornwell, Faith No More, Rollins Band, Rush, Alice Cooper, Bernard Butler, Bad Religion, Rage Against the Machine, blink-182, Alabama 3, Linkin Park, Trapt, Foo Fighters, Silverchair, At the Drive-In, Staind, Sevendust, Blind Melon, System Of A Down, Phish, Skunk Anansie, A Perfect Circle, Limp Bizkit, Disturbed, Avenged Sevenfold en vele anderen.

## Discografie
- Slayer - 'Reign in Blood'(1986) o/m
- Slayer - 'Seasons in the Abyss'(1990) p/m
- Sepultura - 'Arise' (1990) m
- Sepultura - 'Chaos AD' (1993) p/m
- Sepultura - 'Roots' (1996) m
- Sonic Youth - 'Dirty' (1992) o/p
- Nirvana - 'Nevermind' (1991) m
- Nirvana - 'From the Muddy Banks of the Wishkah' (1996) m
- Rage Against the Machine - 'Rage Against the Machine' (1992) m
- Rage Against the Machine - 'Evil Empire' (1996) m
- Jeff Buckley - 'Grace' (1994) p/m
- Faith No More - 'King for a Day, Fool for a Lifetime' (1995) p/m
- Biffy Clyro - 'Puzzle' (2007) m
- System Of A Down - 'Toxicity' (2001) m
- System Of A Down - 'Steal This Album' (2003) m
- System Of A Down -'Mesmerize/Hypnotize' (2005) m
- Slipknot - 'Iowa' (2001) m
- Stereophonics - 'JEEP' (2001) m
- Feeder - 'Insomnia' (1999) m
- Foo Fighters - 'There Is Nothing Left To Lose' (1999) m
- At The Drive-In - 'Relationship of Command' (2000) m
- Silverchair - 'Freak Show' (1997) m
- Linkin Park - Meteora (2003) m

p - productie, m - mix, o - opname